# جورج دالاس (سياسي)
جورج دالاس (بالإنجليزية: George Dallas)‏ هو سياسي بريطاني وبريطاني (وحمل سابقاً جنسية المملكة المتحدة لبريطانيا العظمى وأيرلندا)، ولد في 6 أغسطس 1878 بغلاسكو في المملكة المتحدة، وتوفي في 4 يناير 1961 في نفس البلد. حزبياً، نشط في حزب العمال. وقد في الانتخابات العامة في المملكة المتحدة 1929 ‏، انتخب عضو برلمان المملكة المتحدة الـ35 عن دائرة ويلينغبورو (30 مايو 1929 – 7 أكتوبر 1931).